# Monument în memoria consătenilor căzuți în 1941-1945 (Țipala)
Monumentul în memoria consătenilor căzuți în 1941-1945 este un monument amplasat în Țipala, raionul Ialoveni, Republica Moldova. Este un monument istoric și de artă de importanță națională inclus în Registrul monumentelor Republicii Moldova ocrotite de stat cu nr. 779 (raionul Ialoveni).